# Alan Price
Alan Price (Fatfield, 19 aprile 1942) è un musicista inglese.
È conosciuto per aver militato nel gruppo The Animals e per aver partecipato ad alcuni film diretti da Lindsay Anderson, tra cui O Lucky Man!, per cui vinse nel 1974 il premio BAFTA alla migliore colonna sonora e candidato per il Golden Globe.

## Carriera
Alan Price fonda il gruppo The Animals nel 1962  ottenendo notevole successo con brani come The House of the Rising Sun, I'm Crying, It's My Life, Don't Let Me Be Misunderstood e We've Gotta Get Out of This Place. Nel 1965 Price abbandona il gruppo per formare The Alan Price Set con Clive Burrows, Steve Gregory, John Walters, Peter Kirtley, Rod "Boots" Slade e "Little" Roy Mills. Nello stesso anno, fa una breve apparizione nel film documentario Dont Look Back, girato con Bob Dylan in tour nel Regno Unito.
Nel 1966 riscuotono successo i singoli I Put a Spell on You e Hi-Lili-Hi-Lo; nel 1967, il brano di Randy Newman Simon Smith and His Amazing Dancing Bear e una composizione originale, The House That Jack Built; nel 1968 Don't Stop The Carnival. Nel 1967 esce il suo secondo album, A Price On His Head, contenente sette canzoni di Randy Newman, all'epoca sconosciuto.
Nel 1971 viene pubblicato il singolo Rosetta, con Georgie Fame, a cui segue l'album Fame e Price, Price and Fame Together. Nel 1974 registra l'album autobiografico Between Today and Yesterday da cui è tratto il singolo Jarrow Song.
Nel luglio 1983 partecipa all'ultimo tour mondiale degli Animals, in cui canta da solista il brano O Lucky Man. Nel 1984 il gruppo si scioglie definitivamente, pubblicando Rip It To Shreds — Greatest Hits Live, una registrazione del loro concerto al Wembley Stadium di Londra.
Price registra due album con gli Electric Blues Company con il chitarrista e vocalist Bobby Tench e il tastierista Zoot Monkey, Covers (1994) e A Gigster's Life for Me (1996).
Price canta con le band The Manfreds, The Searchers e The Hollies.

## Discografia
- 1966 - The Price to Play
- 1967 - A Price on His Head
- 1968 - This Price is Right
- 1971 - Fame and Price, Price and Fame: Together!
- 1973 - O Lucky Man!
- 1974 - Savaloy Dip
- 1974 - Between Today and Yesterday
- 1975 - Metropolitan Man
- 1975 - Performing Price Live
- 1976 - Shouts Across the Street
- 1977 - Alan Price
- 1977 - Rainbow's End
- 1978 - England My England
- 1979 - Lucky Day
- 1980 - Rising Sun
- 1982 - Andy Capp
- 1983 - Geordie Roots & Branches
- 1996 - A Gigster's Life for Me
- 2001 - A Rock 'N' Roll Night at the Royal Court...
- 2001 - Willow Weep for Me
- 2002 - Based on a True Story
- 2002 - Geordie Boy: The Anthology

## Filmografia
- 1967 - Dont Look Back, regia di D. A. Pennebaker
- 1973 - O Lucky Man!, regia di Lindsay Anderson
- 1975 - Alfie Darling, regia di Lindsay Anderson
- 1982 - Britannia Hospital, regia di Lindsay Anderson